# Scott McKinley
Scott McKinley (nascido em 15 de outubro de 1968) é um ex-ciclista norte-americano que competiu no ciclismo nos Jogos Olímpicos de Verão de 1988, representando os Estados Unidos.